# Episinus vaticus
Episinus vaticus är en spindelart som beskrevs av Claude Lévi 1964. Episinus vaticus ingår i släktet Episinus och familjen klotspindlar. Inga underarter finns listade i Catalogue of Life.